# فاير إف تي بي
فاير إف تي بي (بالإنجليزية: FireFTP)‏ هو عميل إف تي بي مجاني ومتعدد المنصات في شكل امتداد للمتصفح موزيلا فيرفكس.

## السمات
يتم تشغيل ر من قائمة الأدوات في متصفح فيرفكس، بعد فتح البرنامج يظهر في الخانة اليسرى الملفات المحلية على الحاسوب مرتبة بنظام شجرة الأدلة وفي الخانة اليمنى تظهر البرامج التي في موقعك وبين الخانتين زران واحد للرفع وواحد للتنزيل.

## عدد مرات التحميل
بلغ عدد مرات تحميل فاير إف تي بي حوالي مليوني مرة.

## مواقع ذات صلة
- موقع الإضافة في موزيلا
- موقع الإضافة على موز ديف
- الإضافة باللغة العربية
- الإضافة لمتصفح سي مونكي